# Demetrio
Ne doit pas être confondu avec Demetrio e Polibio.
Personnages
Demetrio, alias Alceste (contraltiste)

Alexandre

Cleonice (soprano)

Fenicio (ténor)

Olinto (sopraniste)

Barsene (soprano)

Mitrane

Demetrio est un opera seria italien en trois actes de Christoph Willibald Gluck sur un livret de Métastase, créé au Teatro San Samuele de Venise le 2 mai 1742.

## Livret et influence
L'Italien Métastase (1698 – 1782) écrivit le livret à titre de poète officiel de l'empereur d'Autriche. Ce livret est le neuvième sur les vingt-sept que Métastase écrivit ; il suit celui d'Artaserse (1730) et précède celui d'Hypsipyle (es) (1732).
Les sources auxquelles Métastase puisa pour écrire son livret sont la Géographie de l'historien grec Strabon et les œuvres de Diodore de Sicile.
Le compositeur italien Antonio Caldara fut le premier à mettre le livret de Métastase en musique à titre de maître de chapelle de la cour impériale de Vienne pour donner la première de Demetrio au théâtre de la cour impériale de Vienne le 4 novembre 1731 en l'honneur de l'empereur Charles VI du Saint-Empire.
Bien que Métastase ait eu une grande influence sur les compositeurs d'opéras du début du XVIIIe siècle au début du siècle suivant, que les théâtres de grand renom aient monté ses œuvres (que le public attendait avec hâte) à cette époque et que plus de 50 compositeurs aient mis en musique son Demetrio sous forme d'opéras, ces derniers sont tous tombés dans l'oubli au fil du temps,,.

## Personnages

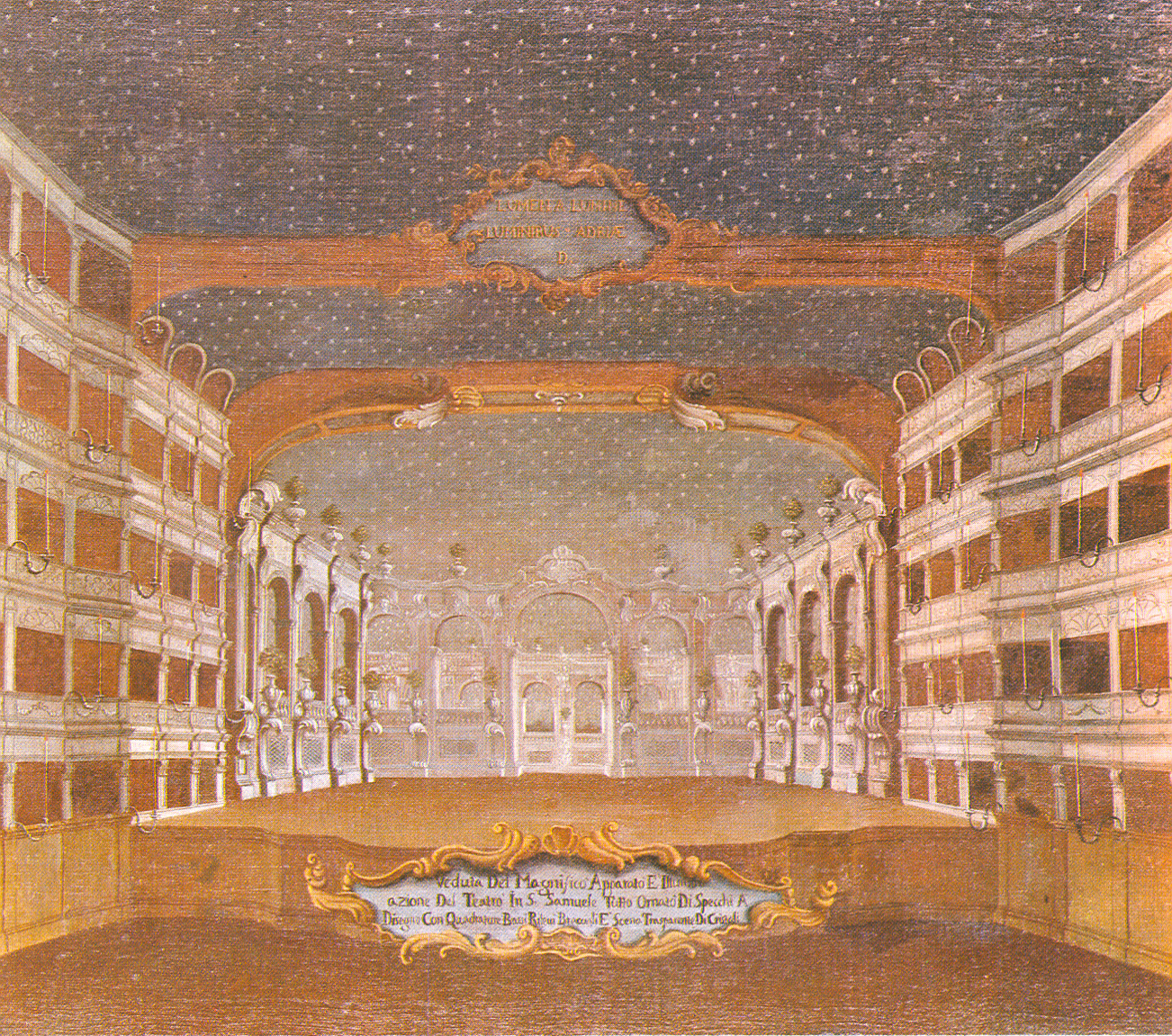
Le Teatro San Samuele à Venise, de Gabriel Bella

| Personnage                                                                                      | Tessiture    | Distribution du 2 mai 1742 Chef d'orchestre : Christoph Willibald Gluck |  |
| ----------------------------------------------------------------------------------------------- | ------------ | ----------------------------------------------------------------------- |  |
| Le prince Demetrio, alias Alceste                                                               | contraltiste | Felice Salimbeni                                                        |  |
| Alessandro Bala, usurpateur du trône séleucide                                                  |              |                                                                         |  |
| Cleonice, fille d'Alexandre, amoureuse de Demetrio                                              | soprano      | Barbara Stabili Scarlatti                                               |  |
| Fenicio, précepteur de Demetrio                                                                 | ténor        | Ottavio Albuzzi                                                         |  |
| Olinto, fils de Fenicio, amoureux de Cleonice                                                   | sopraniste   | Giuseppe Gallieni                                                       |  |
| Barsene                                                                                         | soprano      | Theresa Cornelys                                                        |  |
| Mitrane                                                                                         |              |                                                                         |  |
| Scénographie : Antonio Jolli ; chorégraphie : Gaetano Grossatesta ; costumes : Natale Canziani. |              |                                                                         |  |

## Résumé
Démétrios Ier Sôter, roi séleucide de Syrie détrôné par l'usurpateur Alessandro Bala, meurt en exil parmi les Crétois, les derniers amis qui lui restent dans son infortune. Cependant, avant sa fuite, il confie son fils mineur, le petit Demetrio, à Fenicio, le plus fidèle de ses vassaux, pour qu'il en prenne soin jusqu'à ce que l'occasion de se venger se présente. 
Le prince royal ignore comme les autres sa situation sociale et grandit sous le faux nom d'Alceste, d'abord en forêt, où la prudence de Fenicio réussit à le cacher aux recherches d'Alessandro, puis à Séleucie auprès de Fenicio. Il fait l'admiration du royaume en peu de temps, de sorte qu'il obtient un grade élevé dans la milice de son ennemi Alessandro et qu'il est ardemment aimé par Cleonice, fille de celui-ci et princesse digne d'un père plus généreux. 
Quand le moment lui paraît opportun, Fenicio commence à tâter le pouls des vassaux en faisant habilement courir le bruit que le jeune Demetrio vit, mais sous un autre nom. En entendant cette rumeur qui s'est vite répandue, les Crétois se déclarent défenseurs du prince légitime. Pour étouffer l'insurrection dans l'œuf, Alessandro essaie de les réprimer, mais est vaincu et tué par eux. Alceste se trouve engagé dans la lutte en raison de son grade militaire, et durant quelque temps, on n'a plus de nouvelles de lui dans l'Empire [Séleucides|séleucide].
Pourtant, la mort d'Alessandro, si désirée par Fenicio, arrive à un moment inopportun parce qu'Alceste n'est pas à Séleucie et que Fenicio sait que, dans cette situation, la cupidité des hauts responsables, dont chacun aspire à la couronne, ferait passer l'héritier légitime pour imposteur. Par conséquent, en souhaitant le retour d'Alceste et en sollicitant secrètement l'aide des Crétois, Fenicio cesse de répandre la rumeur. 
Entre-temps, les prétendants sont convenus de faire choisir un mari parmi eux à la princesse Cleonice, reconnue par tous comme reine. Elle reporte longuement ce choix sous divers prétextes pour attendre Alceste, qui arrive opportunément quand la reine affligée est déjà sur le point de devoir choisir.
Après diverses vicissitudes, une fois reconnu pour le véritable Demetrio, Alceste récupère la couronne de son père
.

## Sources
- (es) Cet article est partiellement ou en totalité issu de l’article de Wikipédia en espagnol intitulé « Demetrio (Gluck) » (voir la liste des auteurs).
- (en) Stanley Sadie et John Tyrrell, The New Grove Dictionary of Music and Musicians, New Yorl, Grove, 2001, 2e éd..